# Ogden (Illinois)
Pour les articles homonymes, voir Ogden.
Ogden est un village du comté de Champaign dans l'Illinois, aux États-Unis,. Il est incorporé le 26 juin 1894.

## Démographie
Lors du recensement de 2010, le village comptait une population de 810 habitants. Elle est estimée, en 2016, à 807 habitants.

## Source de la traduction
- (en) Cet article est partiellement ou en totalité issu de l’article de Wikipédia en anglais intitulé « Ogden, Illinois » (voir la liste des auteurs).